# Карлос Бренді
Карлос Бренді (Монтевідео, 10 серпня 1923 – Монтевідео, 13 вересня 2010) – уругвайський поет.

## Життєпис
Бренді був одним з великих поетів Ґенерації ' 45, до якої належав хронологічно, сам вважав себе "стороннім" у ній, оскільки відчував певний дискомфорт у таких класифікаціях. Але серед його особистих друзів (і літературно споріднених митців) є кілька письменників з цього покоління. У власній роботі Бренді згадує поета Умберто Меґґета та таких письменників, як Армонія Сомерс та Фелісберто Ернандес.
Критик і поет Альфредо Фресія вважає, що Бренді часом був близький до французьких сюрреалістів.
Бренді навіть написав вірш на честь Андре Бретона. На думку Маріо Бенедетті, "Los viejo muros" – це книга, в якій можна знайти найкращі з його творів.
«Наша найбільша проблема пополягає не у політико-соціальних системах, а у відсутності людської філософії. І рухаючись далі, ми все-таки знайдемо застарілу мораль, яка нині вже не є автентичною, а служить лише для отруєння людини».
Además de su producción literaria, la voz de Carlos Brandy leyendo sus poemas quedó registrada en un álbum simple split compartido con Milton Schinca, editado por el sello Carumbé de Sarandy Cabrera en 1962.

## Будівельна площадка
- Rey Humo (edición del autor. 1948)
- Larga es la sombra perdida (edición del autor. 1950)
- La espada (Botella al Mar. 1951)
- Los viejos muros (edición del autor. 1954)
- Alguien entre los sueños (1959)
- Juan Gris (Arca. 1964)
- Con la violencia de la luz (1978)
- Contramundo y otros mundos (Arca. 1988)
- Poemas sentimentales (Vintén editor. 1992)
- El invierno del ángel (Vintén editor. 1995)
- Teorema (Vintén editor).
- Una sombra, una ficción (2002)
- Océano (2004)
- Memoria del océano (2005)
- El país de las mujeres (bajo seudónimo "Karmar Dibrán". Vintén Editor. 2005)
- Pescador de sombras (Ediciones Trilce. 2008)